# Paul Karrer
Paul Karrer (21.4.1889 – 18.6.1971) là một nhà hóa học hữu cơ người Thụy Sĩ nổi tiếng về công trình nghiên cứu các vitamin. Ông và Walter Haworth đã đoạt giải Nobel Hóa học năm 1937.

## Tiểu sử

### Thời niên thiếu
Karrer sinh tại Moskva, Nga, là con của Paul Karrer và Julie Lerch, cả hai đều là người Thụy Sĩ. Năm 1892 gia đình Karrer trở về Thụy Sĩ. Karrer theo học ở Wildegg rồi grammar school ở Lenzburg, Aarau, và tốt nghiệp năm 1908.
Ông học hóa học tại Đại học Zürich dưới sự hướng dẫn của Alfred Werner và sau khi đậu bằng tiến sĩ năm 1911, ông ở lại làm phụ tá ở "Viện Hóa học" một năm. Sau đó ông đảm nhiệm chức nhà hóa học dưới quyền Paul Ehrlich ở Georg Speyer Haus tại Frankfurt-am-Main. Năm 1919 ông trở thành giáo sư hóa học và giám đốc "Viện Hóa học".

### Sự nghiệp
Nghiên cứu ban đầu của Karrer liên quan tới các hợp chất kim loại phức hợp, nhưng công trình quan trọng nhất của ông liên quan tới các sắc tố thực vật, đặc biệt các carotenoid màu vàng. Ông đã làm sáng tỏ kết cấu của chúng, chỉ ra rằng một số chất này được chuyển hóa trong cơ thể thành vitamin A. Công trình nghiên cứu của ông dẫn tới việc thiết lập công thức cấu tạo chính xác cho beta-carotene, tiền chất chính của vitamin A; đây là lần đầu tiên mà kết cấu của một vitamin hoặc tiền sinh tố được thiết lập.
George Wald đã làm việc ở phòng thí nghiệm của Karrer trong thời gian ngắn, khi ông nghiên cứu vai trò của vitamin A trong võng mạc.
Sau này, Karrer xác định cấu trúc của axít ascorbic (vitamin C) và mở rộng các nghiên cứu của mình sang các vitamin B2 và vitamin E. Đóng góp quan trọng của ông về hóa học của các flavin đã dẫn tới việc nhận ra lactoflavin là một phần của chất phức hợp mà ban đầu được cho là vitamin B2.
Karrer xuất bản nhiều tác phẩm và nhận được nhiều giải thưởng cùng vinh dự, trong đó có giải Nobel Hóa học năm 1937. Quyển sách giáo khoa "Lehrbuch der Organischen Chemie" (Sách giáo khoa về Hóa học hữu cơ) của ông được xuất bản năm 1927, đã được tái bản 13 lần, và được xuất bản bằng 7 thứ tiếng.

### Đời tư
Karrer kết hôn với Helena Froelich năm 1914. Họ có hai người con trai. Ông từ trần năm 1971 tại Zürich, thọ 82 tuổi.